# Nacaroa
Nacaroa (en portugués Nacarôa) es un distrito y el nombre de su capital situado en la provincia de Nampula, en Mozambique. 

## Características
Limita al norte con el distrito de Eráti, al sudoeste con Muecate, al sudeste con Monapo y al este con Nacala-a-Velha y Memba.
Tiene una superficie de 2.793 km² y según el censo de 2007 una población de 82.766 habitantes, lo cual arroja una densidad de 29,6 habitantes/km².

## División administrativa
Este distrito formado por cinco localidades, se divide en tres puestos administrativos (posto administrativo), con la siguiente población censada en 2005:
- Nacaroa (Nacarôa), sede y 49 805 (Naputha).
- Intete, 29 477.
- Saua-Saua, 20 188 (Muchico).